# 博爾冰川
77°52′S 162°34′E / 77.867°S 162.567°E
博爾冰川（英語：Bol Glacier），是南極洲的冰川，位於維多利亞地的斯科特海岸，處於達爾科夫斯基冰川和康迪特冰川之間，最終注入費拉爾冰川，現時由南極條約體系管理。